# 飛行教育群 (第12飛行教育団)
第12飛行教育団飛行教育群（だい12ひこうきょういくだんひこうきょういくぐん）は、防府北基地に所在する第12飛行教育団隷下の部隊である。

## 部隊編成
- 群本部
- 第1飛行教育隊
- 第2飛行教育隊
- 地上準備教育隊
- 操縦適性検査隊

## 主要幹部
| 官職名                        | 階級    | 氏名     | 補職発令日     | 前職                 |
| ----------------------------- | ------- | -------- | -------------- | -------------------- |
| 第12飛行教育団 飛行教育群司令 | 1等空佐 | 南谷瑞穂 | 2017年08月01日 | 航空幕僚監部副監察官 |

| 代 | 氏名     | 在職期間                        | 前職                                                     | 後職                                    |
| -- | -------- | ------------------------------- | -------------------------------------------------------- | --------------------------------------- |
|    |          | 0000年00月00日 - 0000年00月00日 |                                                          |                                         |
|    | 後藤八郎 | 1968年02月16日 - 1969年04月15日 | 中部航空方面隊司令部監察安全班長                         | 航空総隊司令部監察安全班長              |
|    |          | 0000年00月00日 - 0000年00月00日 |                                                          |                                         |
|    | 原田義治 | 1970年07月16日 - 1972年07月16日 | 航空幕僚監部防衛部運用課 運用第2班長                     | 航空自衛隊第5術科学校第2教育部長        |
|    | 菱田一夫 | 1972年07月17日 - 1973年07月15日 | 飛行教育集団司令部教育部計画班長                         | 航空自衛隊幹部学校研究員                |
|    | 脇坂幸治 | 1973年07月16日 - 1976年03月15日 | 第12飛行教育団勤務                                       | 第8航空団付                             |
|    | 斉藤泰武 | 0000年00月00日 - 1978年03月15日 |                                                          | 航空自衛隊幹部学校研究員                |
|    |          | 0000年00月00日 - 0000年00月00日 |                                                          |                                         |
|    | 荻野定男 | 1980年03月17日 - 1982年03月15日 | 航空救難団飛行群新潟救難隊長 兼 新潟分とん基地司令       | 中部航空警戒管制団基地業務群司令        |
|    | 山崎芳郎 | 1982年03月16日 - 1984年01月16日 | 航空自衛隊幹部学校勤務                                   | 航空自衛隊術科教育本部勤務              |
|    | 牟田義正 | 1984年01月17日 - 1986年03月16日 | 第4航空団司令部防衛部長                                  | 航空自衛隊第1術科学校学生隊長           |
|    | 河野壽文 | 1986年03月17日 - 1987年03月01日 | 航空幕僚監部防衛部調査第1課 保全第2班長                  | 第12飛行教育団勤務                      |
|    | 上妻正人 | 1987年03月02日 - 1988年07月31日 | 航空総隊司令部勤務                                       | 硫黄島基地隊司令 兼 硫黄島分屯基地司令  |
|    | 中村紀夫 | 1988年08月01日 - 1990年07月31日 | 航空幕僚監部防衛部運用課 飛行支援班長                    | 南西航空混成団司令部監察官              |
|    |          | 0000年00月00日 - 0000年00月00日 |                                                          |                                         |
|    | 若松博   | 1991年08月01日 - 1994年03月22日 | 航空幕僚監部人事教育部教育課 飛行教育班長                | 北部航空方面隊司令部防衛部長            |
|    | 上村悦朗 | 1994年03月23日 - 1995年03月31日 | 航空教育集団司令部教育部 教育第2課長                     | 南西航空混成団司令部防衛部長            |
|    | 高巣英一 | 1995年04月01日 - 1996年12月15日 | 航空総隊司令部勤務 兼 航空自衛隊補給本部勤務             | 硫黄島基地隊司令 兼 硫黄島分屯基地司令  |
|    | 岩井義則 | 1996年12月16日 - 1998年07月31日 | 航空総隊司令部勤務                                       | 警戒航空隊副司令                        |
|    | 外花和彦 | 1998年08月01日 - 1999年11月30日 | 航空開発実験集団司令部研究開発部 計画課長                | 第8航空団副司令                         |
|    | 首藤勉   | 1999年12月01日 - 2002年12月01日 | 第8航空団司令部監理部長                                  | 第13飛行教育団飛行教育群司令            |
|    | 森田弘   | 2002年12月02日 - 2004年07月31日 | 第2航空団司令部防衛部長                                  | 硫黄島基地隊司令 兼 硫黄島分屯基地司令  |
|    | 添田勘莊 | 2004年08月01日 - 0000年00月00日 | 南西航空混成団司令部防衛部防衛課長                       |                                         |
|    | 亀山正登 | 0000年00月00日 - 2006年07月31日 |                                                          | 警戒航空隊副司令（三沢）                |
|    | 小松尚志 | 2006年08月01日 - 2007年12月02日 | 中部航空警戒管制団第27警戒群司令 兼 大滝根山分屯基地司令 | 警戒航空隊副司令（三沢）                |
|    | 横山寛   | 2007年12月03日 - 2009年03月23日 | 航空自衛隊幹部学校勤務                                   | 西部航空方面隊司令部防衛部長            |
|    | 福永充史 | 2009年03月24日 - 2011年04月14日 | 北部航空方面隊司令部防衛部防衛課長                       | 第6航空団飛行群司令                     |
|    | 柴谷敏文 | 2011年04月15日 - 0000年00月00日 | 航空幕僚監部防衛部勤務                                   |                                         |
|    |          | 0000年00月00日 - 0000年00月00日 |                                                          |                                         |
|    | 新崎秀樹 | 0000年00月00日 - 2017年07月31日 |                                                          | 航空安全管理隊航空事故調査部 総括調査官 |
|    | 南谷瑞穂 | 2017年08月01日 -                | 航空幕僚監部副監察官                                     |                                         |